# Platysaurus imperator
Platysaurus imperator е вид влечуго от семейство Cordylidae. Видът е световно застрашен, със статут Уязвим.

## Разпространение
Разпространен е в Зимбабве и Мозамбик.